# Coppa Nordamericana di skeleton
La Coppa Nordamericana di skeleton, ufficialmente chiamata Skeleton North American Cup (abbreviato NAC) e sino al 2011/12 denominata Skeleton America's Cup (abbreviato AC), è un circuito internazionale di gare di skeleton organizzato annualmente dalla Federazione Internazionale di Bob e Skeleton (IBSF) a partire dal 2000. È una competizione di terzo livello rispetto alla Coppa del Mondo e alla Coppa Intercontinentale (circuito mondiale di secondo livello), e insieme alla Coppa Europa, analoga competizione che si svolge sulle piste europee, è utilizzata dalle giovani promesse dello skeleton per fare esperienza a livello internazionale ma anche da atleti affermati in ripresa da infortuni o che non trovano spazio nei massimi circuiti mondiali. Non è comunque una competizione che prevede limiti di età per parteciparvi.
A differenza della Coppa del Mondo e della Coppa Intercontinentale, le gare della Coppa Nordamericana si disputano solo in località nordamericane, anche se sono aperte a skeletonisti di ogni nazionalità.

## Albo d'oro

### Singolo donne
| Stagione | Vincitrice                    | Seconda classificata              | Terza classificata            |
| -------- | ----------------------------- | --------------------------------- | ----------------------------- |
| 2000/01  | Tristan Gale Stati Uniti      | Lindsay Alcock Canada             | Colleen Rush Stati Uniti      |
| 2001/02  | Janet Ivers Stati Uniti       | Katie Koczynski Stati Uniti       | Noelle Pikus Stati Uniti      |
| 2002/03  | Noelle Pikus-Pace Stati Uniti | Babs Isak Stati Uniti             | Sarah Lacey Canada            |
| 2003/04  | Katie Uhlaender Stati Uniti   | Natasha Ellison Stati Uniti       | Jody Barton Stati Uniti       |
| 2004/05  | Courtney Yamada Stati Uniti   | Jody Barton Stati Uniti           | Jessica Palmer Stati Uniti    |
| 2005/06  | Tash Ellison Canada           | Felicia Canfield Stati Uniti      | Sarah Reid Canada             |
| 2006/07  | nd                            | nd                                | nd                            |
| 2007/08  | Louise Corcoran Nuova Zelanda | Darla Deschamps-Montgomery Canada | Cassie Revelli Stati Uniti    |
| 2008/09  | Anne O'Shea Stati Uniti       | Tionette Stoddard Nuova Zelanda   | Rebecca Sorensen Stati Uniti  |
| 2009/10  | Jaclyn LaBerge Canada         | Lanette Prediger Canada           | Robynne Thompson Canada       |
| 2010/11  | Lanette Prediger Canada       | Jaclyn LaBerge Canada             | Sophia Griebel Germania       |
| 2011/12  | Cassie Hawrysh Canada         | Randee Brookes Canada             | Madison Charney Canada        |
| 2012/13  | Jane Channell Canada          | Madison Charney Canada            | Elisabeth Vathje Canada       |
| 2013/14  | Elisabeth Vathje Canada       | Madison Charney Canada            | Marija Orlova Russia          |
| 2014/15  | Mirela Rahneva Canada         | Lauren Salter Stati Uniti         | Grace Dafoe Canada            |
| 2015/16  | Veronica Day Stati Uniti      | Jaclyn LaBerge Canada             | Mun Ra-young Corea del Sud    |
| 2016/17  | Mun Ra-young Corea del Sud    | Madison Charney Canada            | Gracie Clapp Stati Uniti      |
| 2017/18  | Kelly Curtis Stati Uniti      | Grace Dafoe Canada                | Kristen Hurley Stati Uniti    |
| 2018/19  | Kelly Curtis Stati Uniti      | Leslie Stratton Svezia            | Sara Roderick Stati Uniti     |
| 2019/20  | Kim Eun-ji Corea del Sud      | Nicole Rocha Silveira Brasile     | Mystique Ro Stati Uniti       |
| 2020/21  | Madison Charney Canada        | Mystique Ro Stati Uniti           | Savannah Graybill Stati Uniti |
| 2021/22  | Nicole Rocha Silveira Brasile | Lee Jeong-hyeok Corea del Sud     | Leslie Stratton Svezia        |

### Singolo uomini
| Stagione | Vincitore                    | Secondo classificato        | Terzo classificato              |
| -------- | ---------------------------- | --------------------------- | ------------------------------- |
| 2000/01  | Trevor Christie Stati Uniti  | Zach Lund Stati Uniti       | Nathan Cicoria Canada           |
| 2001/02  | Zach Lund Stati Uniti        | Kevin Ellis Stati Uniti     | Jim Torrico Stati Uniti         |
| 2002/03  | Brian McDonald Stati Uniti   | Nathan Cicoria Canada       | Mike Cline Stati Uniti          |
| 2003/04  | Zach Lund Stati Uniti        | Caleb Smith Stati Uniti     | Rob Murray Stati Uniti          |
| 2004/05  | Brady Canfield Stati Uniti   | Chris Hedquist Stati Uniti  | Jim Shea Stati Uniti            |
| 2005/06  | Yuuki Nozawa Giappone        | Keith Loach Canada          | Chris Hedquist Stati Uniti      |
| 2006/07  | nd                           | nd                          | nd                              |
| 2007/08  | Yuki Sasahara Giappone       | Chris Burgess Stati Uniti   | Yuzuru Hanyuda Giappone         |
| 2008/09  | Grégory Saint-Géniès Francia | Luke Schulz Stati Uniti     | Yuzuru Hanyuda Giappone         |
| 2009/10  | Kyle Tress Stati Uniti       | Chris Burgess Stati Uniti   | Anthony Deane Australia         |
| 2010/11  | Yuzuru Hanyuda Giappone      | Greg Maidment Canada        | Tom Santagato Stati Uniti       |
| 2011/12  | Ian Mills Canada             | Ben Sandford Nuova Zelanda  | Paul Fraser Canada              |
| 2012/13  | Barrett Martineau Canada     | Sean Greenwood Irlanda      | Patrick Rooney Canada           |
| 2013/14  | Shinsuke Tayama Giappone     | Aleksandr Tret'jakov Russia | Austin McCrary Stati Uniti      |
| 2014/15  | Trent Kraychir Stati Uniti   | Mike Rogals Stati Uniti     | Austin McCrary Stati Uniti      |
| 2015/16  | Ander Mirambell Spagna       | Alex Ivanov Stati Uniti     | John Farrow Australia           |
| 2016/17  | John Farrow Australia        | Kim Jun-hyeon Corea del Sud | John Daly Stati Uniti           |
| 2017/18  | Austin Florian Stati Uniti   | Andrew Blaser Stati Uniti   | Katsuyuki Miyajima Giappone     |
| 2018/19  | Andrew Blaser Stati Uniti    | Nicholas Timmings Australia | Blake Enzie Canada              |
| 2019/20  | Ander Mirambell Spagna       | Chris Strup Stati Uniti     | Nathan Crumpton Samoa Americane |
| 2020/21  | John Daly Stati Uniti        | Blake Enzie Canada          | Troy Wilson Canada              |
| 2021/22  | Nicholas Timmings Australia  | Ander Mirambell Spagna      | Brendan Doyle Irlanda           |

## Statistiche e record

### Vittorie di tappa
Il record assoluto di successi di tappa in Coppa Nordamericana appartiene allo statunitense John Daly con dodici vittorie, seguito dalla connazionale Katie Uhlaender, seconda a quota dieci.
Nella seguente classifica sono indicate/i tutte le atlete e gli atleti detentori di almeno cinque successi di tappa (quattro nelle graduatorie separate per genere), ordinate/i per numero di vittorie. Le classifiche sono aggiornate alla stagione 2021/22.
| Pos. | Nome                  | Nazione       | Vittorie di tappa |
| ---- | --------------------- | ------------- | ----------------- |
| 1    | John Daly             | Stati Uniti   | 12                |
| 2    | Katie Uhlaender       | Stati Uniti   | 10                |
| 3    | Zach Lund             | Stati Uniti   | 8                 |
| 4    | John Farrow           | Australia     | 7                 |
| 4    | Chris Hedquist        | Stati Uniti   | 7                 |
| 4    | Ander Mirambell       | Spagna        | 7                 |
| 4    | Lanette Prediger      | Canada        | 7                 |
| 8    | Jaclyn LaBerge        | Canada        | 6                 |
| 9    | Matthew Antoine       | Stati Uniti   | 5                 |
| 9    | Kimberley Bos         | Paesi Bassi   | 5                 |
| 9    | Mirela Rahneva        | Canada        | 5                 |
| 9    | Nicole Rocha Silveira | Brasile       | 5                 |
| 9    | Ben Sandford          | Nuova Zelanda | 5                 |
| 9    | Kyle Tress            | Stati Uniti   | 5                 |

Donne
| Pos. | Nome                  | Nazione              | Vittorie di tappa |
| ---- | --------------------- | -------------------- | ----------------- |
| 1    | Katie Uhlaender       | Stati Uniti          | 10                |
| 2    | Lanette Prediger      | Canada               | 7                 |
| 3    | Jaclyn LaBerge        | Canada               | 6                 |
| 4    | Kimberley Bos         | Paesi Bassi          | 5                 |
| 4    | Mirela Rahneva        | Canada               | 5                 |
| 4    | Nicole Rocha Silveira | Brasile              | 5                 |
| 7    | Carli Brockway        | Canada               | 4                 |
| 7    | Kelly Curtis          | Stati Uniti          | 4                 |
| 7    | Tash Ellison          | Stati Uniti / Canada | 4                 |
| 7    | Cassie Hawrysh        | Canada               | 4                 |
| 7    | Anne O'Shea           | Stati Uniti          | 4                 |

Uomini
| Pos. | Nome              | Nazione       | Vittorie di tappa |
| ---- | ----------------- | ------------- | ----------------- |
| 1    | John Daly         | Stati Uniti   | 12                |
| 2    | Zach Lund         | Stati Uniti   | 8                 |
| 2    | Ander Mirambell   | Spagna        | 8                 |
| 4    | John Farrow       | Australia     | 7                 |
| 4    | Chris Hedquist    | Stati Uniti   | 7                 |
| 6    | Matthew Antoine   | Stati Uniti   | 5                 |
| 6    | Ben Sandford      | Nuova Zelanda | 5                 |
| 6    | Kyle Tress        | Stati Uniti   | 5                 |
| 9    | Andrew Blaser     | Stati Uniti   | 4                 |
| 9    | Barrett Martineau | Canada        | 4                 |
| 9    | Mike Rogals       | Stati Uniti   | 4                 |

### Podi conquistati
Il record assoluto di piazzamenti a podio ottenuti in tappe della Coppa Nordamericana appartiene alle canadesi Jaclyn LaBerge e Madison Charney entrambe a  quota21, con LaBerge detentrice di un maggior numero di vittorie (6) rispetto alla Charney (3); segue lo statunitense John Daly con 17.
Nella seguente classifica sono indicate/i tutte le atlete e gli atleti detentori di almeno dieci podi conquistati (otto nelle graduatorie separate per genere), ordinati per numero. Le classifiche sono aggiornate alla stagione 2021/22.
| Pos. | Nome             | Nazione     | Podi | Vittorie | Secondi posti | Terzi posti |
| ---- | ---------------- | ----------- | ---- | -------- | ------------- | ----------- |
| 1    | Jaclyn LaBerge   | Canada      | 21   | 6        | 10            | 5           |
| 2    | Madison Charney  | Canada      | 21   | 3        | 9             | 9           |
| 3    | John Daly        | Stati Uniti | 17   | 12       | 2             | 3           |
| 4    | John Farrow      | Australia   | 15   | 7        | 5             | 3           |
| 5    | Ander Mirambell  | Spagna      | 14   | 8        | 1             | 5           |
| 6    | Lanette Prediger | Canada      | 14   | 7        | 3             | 4           |
| 7    | Anne O'Shea      | Stati Uniti | 13   | 4        | 5             | 4           |
| 8    | Andrew Blaser    | Stati Uniti | 13   | 4        | 4             | 5           |
| 9    | Katie Uhlaender  | Stati Uniti | 12   | 10       | 1             | 1           |
| 10   | Zach Lund        | Stati Uniti | 11   | 8        | 2             | 1           |
| 11   | Chris Hedquist   | Stati Uniti | 10   | 7        | 3             | 0           |
| 12   | Kelly Curtis     | Stati Uniti | 10   | 4        | 5             | 1           |

Donne
| Pos. | Nome              | Nazione              | Podi | Vittorie | Secondi posti | Terzi posti |
| ---- | ----------------- | -------------------- | ---- | -------- | ------------- | ----------- |
| 1    | Jaclyn LaBerge    | Canada               | 21   | 6        | 10            | 5           |
| 2    | Madison Charney   | Canada               | 21   | 3        | 9             | 9           |
| 3    | Lanette Prediger  | Canada               | 14   | 7        | 3             | 4           |
| 4    | Anne O'Shea       | Stati Uniti          | 13   | 4        | 5             | 4           |
| 5    | Katie Uhlaender   | Stati Uniti          | 12   | 10       | 1             | 1           |
| 6    | Kelly Curtis      | Stati Uniti          | 10   | 4        | 5             | 1           |
| 7    | Mirela Rahneva    | Canada               | 9    | 5        | 1             | 3           |
| 8    | Tash Ellison      | Stati Uniti / Canada | 9    | 4        | 2             | 3           |
| 9    | Noelle Pikus-Pace | Stati Uniti          | 9    | 3        | 4             | 2           |
| 10   | Savannah Graybill | Stati Uniti          | 9    | 2        | 4             | 3           |
| 11   | Veronica Day      | Stati Uniti          | 9    | 2        | 2             | 5           |
| 12   | Kim Eun-ji        | Corea del Sud        | 8    | 3        | 2             | 3           |
| 13   | Felicia Canfield  | Stati Uniti          | 8    | 2        | 2             | 4           |
| 13   | Elisabeth Vathje  | Canada               | 8    | 2        | 2             | 4           |
| 15   | Rebecca Sorensen  | Stati Uniti          | 8    | 1        | 1             | 6           |

Uomini
| Pos. | Nome                 | Nazione         | Podi | Vittorie | Secondi posti | Terzi posti |
| ---- | -------------------- | --------------- | ---- | -------- | ------------- | ----------- |
| 1    | John Daly            | Stati Uniti     | 17   | 12       | 2             | 3           |
| 2    | John Farrow          | Australia       | 15   | 7        | 5             | 3           |
| 3    | Ander Mirambell      | Spagna          | 14   | 8        | 1             | 5           |
| 4    | Andrew Blaser        | Stati Uniti     | 13   | 4        | 4             | 5           |
| 3    | Zach Lund            | Stati Uniti     | 11   | 8        | 2             | 1           |
| 5    | Chris Hedquist       | Stati Uniti     | 10   | 7        | 3             | 0           |
| 7    | Matthew Antoine      | Stati Uniti     | 9    | 5        | 3             | 1           |
| 8    | Yuzuru Hanyuda       | Giappone        | 9    | 3        | 3             | 3           |
| 9    | Austin McCrary       | Stati Uniti     | 9    | 2        | 3             | 4           |
| 10   | Joseph Luke Cecchini | Canada / Italia | 9    | 2        | 2             | 5           |
| 11   | Kyle Tress           | Stati Uniti     | 8    | 5        | 2             | 1           |
| 12   | Barrett Martineau    | Canada          | 8    | 4        | 2             | 2           |
| 13   | Nicholas Timmings    | Australia       | 8    | 2        | 4             | 2           |
| 14   | Andy Wood            | Gran Bretagna   | 8    | 1        | 4             | 3           |
| 14   | Chris Burgess        | Stati Uniti     | 8    | 1        | 4             | 3           |